# Joseph Merrick
 "Elefantmanden" omdirigeres hertil. For andre betydninger af Elefantmanden, se Elefantmanden (flertydig).
Joseph Carey Merrick (født 5. august 1862, død 11. april 1890) er bedre kendt som Elefantmanden, var en britisk mand med ekstreme misdannelser. På grund af Frederick Treves' bog The Elephant Man and Other Reminiscences (1923), kendes han også under navnet John Merrick.

## Liv
Forældrene Mary Jane (tidligere Potterton) og Joseph Rockley Merrick boede i Leicester. Sammen fik de to sønner og en enkelt datter hvor Joseph var den ældste. De første abnormaliteter opstod i ansigtet, da han var to år. Moderen døde, da han var 11 år, hvorefter han forlod familien for at arbejde på en fabrik. Denne måtte han dog forlade på grund af presset fra arbejdskollegerne, hvorpå han blev engageret i et freakshow, hvor han fik tilnavnet elefantmanden.
I 1886 ankom han til Liverpool Station i London. Han havde levet af showet, men det var nu blevet ulovligt at opføre den slags forestillinger i England. En østrigsk showmand overfaldt Merrick, ødelagde hans syn, og efterlod ham siden på gaden. Herefter blev han kørt til hospitalet, hvor der blev indrettet et permanent hjem til ham. Han levede de sidste år af sit voksenliv dér, hvor han følte sig elsket og tryg.[kilde mangler]
Da politiet ikke kunne finde ud af, hvem Jack the Ripper var, anklagede de for en kort tid Merrick. Ingen af de anklager var sande, bl.a. fordi Jack the Ripper udførte sine ugerninger med to arme. 

## Død
Den 11. april 1890 fandt Frederick Treves ham død. I bogen The Elephant Man and Other Reminiscences, skrev Treves at han på grund af at Merricks hoved vejede 9 kg, sad  op og støttede sit hoved mod sit knæ når han sov. Mens han sov den 10. april 1890, faldt hans hoved bagover under søvnen, hvilket førte til et brud på nakken. Et ligsyn blev efterfølgende foretaget af Wynne Edwin Baxter. Merricks skelet befinder sig i dag på Royal London Hospital.

## Diagnose
Joseph Merrick fik aldrig stillet en ordentlig diagnose, men man mente, at han led af tropesygdommen elefantiasis. Senere har man fundet ud af, at han led af proteus syndrom, hvilket blev bekræftet af de prøver, man har taget af hans knogler.[kilde mangler]

## I populærkultur
I 1971 udgav antropologen Ashley Montagu bogen The Elephant Man: A Study in Human Dignity, der sammen med Frederick Treves' The Elephant Man and Other Reminiscences fra 1923 dannede grundlag for filmatiseringen i 1980 under titlen Elefantmanden af David Lynch, hvor Joseph Merrick spilles af John Hurt.